# Eracle Lansdowne
L'Eracle Lansdowne è una scultura in marmo di epoca romana, realizzata attorno al 125 d.C.; è attualmente parte della collezione del Getty Museum, conservato alla Getty Villa di Malibù, in California. 

## Storia
L'Eracle è stato scoperto nel 1790 nei pressi di Villa Adriana a Tivoli, dove molte altre copie e riproduzioni di sculture greche furono ritrovate fin dal XVI secolo; tuttavia, questa scultura non è considerata tra esse, ma è invece reputata un'opera che si ispira allo stile delle sculture greche del IV secolo a.C., anziché una vera e propria copia di una determinata statua.
La scultura fu trovata nelle proprietà del conte Giuseppe Fede, anch'egli archeologo e collezionista d'arte, e fu subito acquistata dall'antiquario Thomas Jenkins, conoscitore e commerciante di antichità inglese, avente forti legami con gli aristocratici inglesi che intraprendevano il Grand tour. Nel 1792, fu William Petty, marchese di Lansdowne, ad acquisire l'opera. La statua fu ritrovata mancante di alcune parti e si decise di restaurarla, siccome una statua frammentaria non sarebbe stata apprezzata nell'ambito neoclassico; lo scultore che la restaurò fu probabilmente Carlo Albacini, che completò l'opera secondo il gusto del tempo: furono restaurati il naso, l'avambraccio destro, diverse dita, la parte posteriore della pelle del leone, una porzione della coscia destra e il polpaccio sinistro nella sua interezza. Tali mancanze furono reintegrate da Albacini con maggior discrezione possibile. Le aggiunte furono rimosse negli anni Settanta, dopo che fu scoperta la pericolosità dei perni di ferro e piombo che collegavano le parti originali con le più recenti: i perni, infatti, corrondendosi si gonfiavano, rischiando di staccare ulteriori pezzi dall'opera. I restauri del XVIII secolo furono in parte sostituiti con calchi di resina epossidica, "per mostrare l'originale rimuovendo le parti diverse quanto più possibile", secondo l'opinione del restauratore Jerry Podany; tali restauri sono poi stati reintegrati successivamente. 
La scultura rimase presso la Lansdowne House di Londra, fino a quando, nel 1930, diverse stanze della residenza furono smantellate a causa di un collegamento stradale da costruire. L'Ercole Lansdowne fu battuto all'asta proprio nel 1930; nel 1951 fu quindi acquistato dall'imprenditore e collezionista d'arte Jean Paul Getty.

## Descrizione
La statua, molto vicina allo stile di Lisippo, raffigura l'eroe Eracle (Ercole nella mitologia romana) come un giovane uomo senza barba, che tiene in una mano la pelle del leone di Nemea e nell'altra la clava, uno degli attributi più riconosciuti per l'eroe, con la quale ha ucciso il leone.